# Rafith Rodríguez
Rafith Rodríguez Lleneres (El Bagre, Colombia, 1 de junio de 1989) es un atleta colombiano. Ha representado a su país en los Juegos olímpicos, Juegos Suramericanos y Juegos Bolivarianos. Su especialidad son los 800 metros, su mejor marca personal es de 1:44.31, lograda en Belém.

## Trayectoria

### Vida personal e inicios
Rafith nació en El Bagre, Antioquia, hijo de Marcos Rodríguez e Irene Lleneres. Creció en el área suburbana de Mineros, donde finalizó sus estudios de secundaria para luego trasladarse a la ciudad de Medellín cuando tenía 17 años, es allí donde definitivamente empezaría su formación como atleta profesional. 
Desde joven se interesó por el atletismo, comenzó a practicar en el colegio, y cuando empezó a viajar a torneos, se sumergió tanto en este asunto que se convirtió en atleta de tiempo completo, viendo su pasión como una forma de "salir adelante". 
Durante sus primeros años como practicante de atletismo solía participar en clases abiertas de atletismo en el Coliseo William Knight, estos proyectos son promovidos gratuitamente por la administración municipal. Ello le permitió impulsarse inicialmente en eventos locales, llegando a demostrar su gran talento como deportista,  destacándose ante sus entrenadores como el mejor de su grupo. Paulatinamente fue aumentando su notoriedad, llegando a participar en competencias más importantes, como los Juegos Bolivarianos, Juegos Suramericanos. Posteriormente logró su primera participación en los Juegos Olímpicos, en el año 2012; esto le serviría de gran ayuda para lograr su desarrollo en lo deportivo y profesional.
Ha recibido distinciones y honores en su localidad, por ello es considerado un "héroe" y motivo de inspiración e influencia deportiva para los más jóvenes de su Municipio. 
Tiene tres hermanos varones, actualmente reside en la ciudad de Medellín. Gracias a sus buenos resultados como deportista, ha logrado recibir apoyo y financiación de la Gobernación de Antioquia.

### Juegos Olímpicos de Londres 2012
Rodríguez llegó en 2011 a semifinales de los 800 metros del mundial de atletismo de Daegu, en Corea del Sur, donde terminó con un crono de 1:46.41, en cuarto lugar de su serie, después de haberse impuesto en su serie de clasificación en primera ronda. Tras clasificar a los Juegos Olímpicos, compitió en la serie quinta, la más rápida de todas, en la que se impuso uno de los favoritos para colgarse la medalla de oro, el etíope Mohammed Aman, con una marca de 1:44.93. Pasaban directamente los tres primeros y Rafith llegó sexto, pero su marca le valió una de las seis plazas de repesca por tiempos.

### Otras actividades diferentes al atletismo
En el año 2018 inicia su curso de arbitraje en CASDA , escuela antioqueña de árbitros, la cual su mayor representante es Wilmar Roldan árbitro mundialista.

## Palmarés atlético
En representación de Colombia .
| Año  | Campeonato                             | Lugar                   | Resultado | Evento         | Marca     |
| ---- | -------------------------------------- | ----------------------- | --------- | -------------- | --------- |
| 2010 | Juegos Sudamericanos                   | Medellín, Colombia      | 1°        | 800 m          | 1:47.20   |
| 2011 | Campeonatos Sudamericanos              | Buenos Aires, Argentina | 1°        | 800 m          | 1:51.38   |
| 2013 | Campeonatos Sudamericanos de atletismo | Cartagena, Colombia     | 1°        | 800 m          | 1:46.34   |
| 2013 | Juegos Bolivarianos                    | Trujillo (Perú)         | 1°        | 400 m          | 45.62     |
| 2013 | Juegos Bolivarianos                    | Trujillo (Perú)         | 1°        | 800 m          | 1:45.14   |
| 2013 | Juegos Bolivarianos                    | Trujillo (Perú)         | 1°        | 400 m (relevo) | 3:05.43   |
| 2009 | Juegos Bolivarianos                    | Sucre, Bolivia          | 2°        | 800 m          | 1:55.37 A |
| 2011 | Campeonatos Sudamericanos              | Buenos Aires, Argentina | 2°        | 400 m (relevo) | 3:09.67   |
| 2013 | Campeonatos Sudamericanos de atletismo | Cartagena, Colombia     | 2°        | 400 m (relevo) | 3:06.25   |
| 2014 | Juegos Sudamericanos                   | Santiago, Chile         | 2°        | 800 m          | 1:45.39   |
| 2010 | Juegos Sudamericanos                   | Medellín, Colombia      | 3°        | 400 m (relevo) | 3:09.03   |
| 2014 | Juegos Sudamericanos                   | Santiago, Chile         | 3°        | 1500 m         | 3:42.75   |
| 2014 | Juegos Sudamericanos                   | Santiago, Chile         | 3°        | 400 m (relevo) | 3:10.15   |

### Mejores marcas
- 400 m : '45 .62 ' Trujillo , 26 de noviembre de 2013
- 800 m : '1: 44,31 ' Belém , 15 de mayo de 2011
- 1500 m : '3: 42,75 ' Santiago , 14 de marzo de 2014